# Ронтано (Лука)
Ронтано је насеље у Италији у округу Лука, региону Тоскана.
Према процени из 2011. у насељу је живело 48 становника. Насеље се налази на надморској висини од 640 м.